# Hódos-ér
A Hódos-ér a Bakonyban ered, Veszprém vármegyében, mintegy 400 méteres tengerszint feletti magasságban. A patak forrásától kezdve északi irányban halad, majd Bakonyszentlászlónál eléri a Cuha-patakot.
A patak útja során elhalad a Hódos-éri ciklámenes Természetvédelmi terület mellett.

## Part menti települések
- Borzavár
- Porva
- Bakonyszentlászló